# Sebastian Eisenlauer
Sebastian Eisenlauer, né le 13 mars 1990 à Sonthofen, est un fondeur allemand.

## Carrière
Chez les jeunes, il remporte une médaille d'or au Festival olympique de la jeunesse européenne en 2007 sur 7,5 kilomètres classique.
Représentant le club de ski de sa ville natale Sonthofen, il fait ses débuts en Coupe du monde en décembre 2010 à Düsseldorf. Il marque rapidement ses premiers points sur des sprints, après avoir remporté une manche de la Coupe OPA à Alta Badia. Il participe au sprint libre des Jeux olympiques de Sotchi, mais il est éliminé en qualifications. Lors des Jeux olympiques de Pyeongchang quatre ans plus tard, il parvient à finir dans le top 30 en sprint (28e). Aux Championnats du monde 2019 à Seefeld, il enregistre son meilleur résultat individuel en grand championnat avec une 15e place au quinze kilomètres classique.
Dans la Coupe du monde, il atteint deux fois le stade de la finale en sprint lors de la saison 2015-2016, pour finir deux fois sixième à Oberstdorf et Planica.
Il annonce la fin de sa carrière en avril 2021.

## Palmarès

### Jeux olympiques
| Épreuve / Édition   | Sprint                           | Sprint                           | 15 km                            | 15 km                            | Skiathlon 2 × 15 km | 50 km | Relais | Relais    |
| Épreuve / Édition   | libre                            | classique                        | libre                            | classique                        | Skiathlon 2 × 15 km | 50 km | Sprint | 4 × 10 km |
| JO 2014 Sotchi      | 35e                              | Épreuve inexistante à cette date | Épreuve inexistante à cette date | —                                | —                   | —     | —      | —         |
| JO 2018 Pyeongchang | Épreuve inexistante à cette date | 28e                              | 32e                              | Épreuve inexistante à cette date | —                   |       | 10e    | —         |

Légende :
- : pas d'épreuve
- — : Non disputée par Sebastian Eisenlauer

### Championnats du monde
| Épreuve / Édition           | Sprint                           | Sprint                           | 15 km                            | 15 km                            | Skiathlon 2 × 15 km | 50 km | Relais | Relais    |
| Épreuve / Édition           | libre                            | classique                        | libre                            | classique                        | Skiathlon 2 × 15 km | 50 km | Sprint | 4 × 10 km |
| Mondiaux 2013 Val di Fiemme | Épreuve inexistante à cette date | 43e                              | —                                | Épreuve inexistante à cette date | —                   | —     | —      | —         |
| Mondiaux 2015 Falun         | Épreuve inexistante à cette date | 23e                              | 50e                              | Épreuve inexistante à cette date | —                   | 41e   | —      | —         |
| Mondiaux 2017 Lahti         | 20e                              | Épreuve inexistante à cette date | Épreuve inexistante à cette date | —                                | —                   | —     | 7e     | —         |
| Mondiaux 2019 Seefeld       | 42e                              | Épreuve inexistante à cette date | Épreuve inexistante à cette date | 15e                              | —                   |       | 14e    | 6e        |
| Mondiaux 2021 Oberstdorf    | Épreuve inexistante à cette date | 37e                              | 50e                              | Épreuve inexistante à cette date | —                   | 12e   | —      | —         |

Légende :
- : pas d'épreuve
- — : Non disputée par Sebastian Eisenlauer

### Coupe du monde
- Meilleur classement général : 34e en 2016.
- Meilleur résultat individuel : 6e.

#### Classements en Coupe du monde
| Année     | Classement général final | Classement distance | Classement sprint |
| 2010-2011 | 109e                     | -                   | 62e               |
| 2011-2012 | 137e                     | -                   | 82e               |
| 2012-2013 | 105e                     | -                   | 55e               |
| 2013-2014 | 58e                      | -                   | 22e               |
| 2014-2015 | 107e                     | -                   | 53e               |
| 2015-2016 | 34e                      | 51e                 | 14e               |
| 2016-2017 | 108e                     | -                   | 55e               |
| 2017-2018 | 79e                      | 69e                 | 47e               |
| 2018-2019 | 102e                     | 85e                 | 63e               |
| 2019-2020 | 69e                      | 61e                 | 59e               |
| 2020-2021 | 89e                      | 91e                 | 53e               |

### Coupe OPA
- 2e du classement général 2012-2013.
- 5 podiums, dont 1 victoire.

### Championnats d'Allemagne
- Champion sur dix kilomètres classique en 2016.